# قدم زدن میان قبرها
قدم‌زدن میان قبرها (انگلیسی: A Walk Among the Tombstones) فیلمی به کارگردانی اسکات فرانک است که در سال ۲۰۱۴ منتشر شد. از بازیگران آن می‌توان به لیام نیسون، دان استیونز، بوید هالبروک، روث ویلسون و سباستین روچه اشاره کرد.

## خلاصه داستان
در سال 1991، کارآگاه مت اسکادر الکلی از تیراندازی با سه جنایتکار که از بار محلی او سرقت می کنند جان سالم به در می برد. هشت سال بعد، اسکادر بازنشسته و هوشیار است و به عنوان یک بازرس خصوصی بدون مجوز کار می کند. پیتر کریستو، یکی از اعضای الکلی های گمنام، اسکادر را نزد برادرش کنی، یک قاچاقچی ثروتمند مواد مخدر می آورد. کنی توضیح می دهد که همسرش کری ربوده شد، و با وجود اینکه او باج را تحویل داد، آدم ربایان او را تکه تکه کردند و نوار ضبط شده ای از تجاوز و قتل وحشیانه او برای او به جا گذاشتند. اسکادر با توافق برای یافتن قاتلان، از کتابخانه عمومی نیویورک بازدید می کند تا در مورد قتل های مشابه تحقیق کند و با تی جی، نوجوان بی خانمانی که در کارآگاهی مهارت دارد، ملاقات می کند.
اسکادر در مورد مرگ زن دیگری به نام لیلا آندرسن تحقیق می کند که جسد تکه تکه شده او در قبرستان چوب سبز پیدا شد. او متوجه می شود که نامزدش با تجارت مواد مخدر مرتبط است و با جوناس لوگان، نگهبان قبرستان روبرو می شود. جوناس با اعتراف به کمک به دو مردی که لیلا را کشتند، خود را می کشد. اسکادر متوجه می شود که قربانی دیگری به نام ماری گوتسکیند یک مامور مخفی پلیس بوده که توسط همان قاتلان به قتل رسیده است و متوجه می شود که از پرونده های او برای هدف قرار دادن فروشندگان مواد مخدر استفاده می کنند.
پس از دستگیری ماموران پلیس ، اسکادر با پیتر روبرو می شود، کسی که در مورد کنی به ماری اطلاع داده بود و ناخودآگاه اطلاعاتی را ارائه می دهد که به قاتلان اجازه می دهد کری را بربایند. تی جی به دلیل دزدی یک تفنگ دستی توسط دلالان محله مورد ضرب و شتم قرار می گیرد و اسکادر در بیمارستان به ملاقات او می رود. او فاش می کند که یک دختر جوان در تیراندازی در سال 1991 کشته شد و او را وادار کرد که نیروی پلیس و مشروب خوردن خود را پشت سر بگذارد.
کنی از اسکادر می خواهد که به قاچاقچی همکارش، یوری لاندو، که دخترش لوسیا توسط قاتلان، ری و آلبرت گرفته شده است، کمک کند. وقتی آدم رباها تماس می گیرند، اسکادر آنها را متقاعد می کند که در ازای دریافت یک میلیون دلار، لوسیا را زنده برگردانند. اسکادر در گورستان با هم ملاقات می کند و پول را تحویل می دهد و لوسیا دوباره با پدرش ملاقات می کند، اما آلبرت متوجه می شود که بیشتر پول نقد تقلبی است. در تیراندازی متعاقب آن، پیتر کشته می شود در حالی که آلبرت و ری مجروح با ون خود فرار می کنند، غافل از اینکه تی جی در پشت پنهان شده است.
تی جی با اسکادر تماس می گیرد و او و کنی را به سمت قاتلان هدایت می کند' خانه، در حالی که آلبرت ری را می کشد. اسکادر با واگذاری سرنوشت آلبرت به دست کنی، تی جی را با تاکسی به آپارتمانش می فرستد، اما برای یافتن مرده کنی برمی گردد. آلبرت با یک گاروت بر اسکادر غلبه می کند و با یک برش به او حمله می کند، اما اسکادر قبل از شلیک گلوله به سر او را با تیزر ری تحت سلطه خود قرار می دهد. اسکادر با تماشای رسیدن پلیس به صحنه از دور به خانه باز می گردد.